# Вејкфилд-Писдејл (Роуд Ајланд)
Вејкфилд-Писдејл (енгл. Wakefield-Peacedale) насељено је место без административног статуса у америчкој савезној држави Роуд Ајланд.

## Демографија
По попису из 2010. године број становника је 8.487, што је 19 (0,2%) становника више него 2000. године.
| Група             | 2000.         | 2010.         |
| Белци             | 7.594 (89,7%) | 7.548 (88,9%) |
| Афроамериканци    | 170 (2,0%)    | 157 (1,8%)    |
| Азијати           | 104 (1,2%)    | 118 (1,4%)    |
| Хиспаноамериканци | 132 (1,6%)    | 208 (2,5%)    |
| Укупно            | 8.468         | 8.487         |